# Clyde (Texas)
Clyde ist eine Stadt im Callahan County im US-Bundesstaat Texas in den Vereinigten Staaten. Das U.S. Census Bureau hat bei der Volkszählung 2020 eine Einwohnerzahl von 3811 ermittelt.

## Geographie
Die Stadt liegt im Nordwesten des Countys, etwas nördlich des geografischen Zentrums von Texas, und hat eine Gesamtfläche von 6,2 km².

## Geschichte
Die ersten Siedler kamen um 1876. Warum der Ort diesen Namen bekam, ist nicht gesichert. Am wahrscheinlichsten haben sich einige Arbeiter der Crew eines Vorarbeiters der Texas and Pacific Railway Company namens Clyde hier niedergelassen, welche man zur Zeit des Eisenbahnbaus nur die Clydes genannt hatte.

## Demografische Daten
Nach der Volkszählung im Jahr 2000 lebten hier 3.345 Menschen in 1.292 Haushalten und 989 Familien. Die Bevölkerungsdichte betrug 540,4 Einwohner pro km². Ethnisch betrachtet setzte sich die Bevölkerung zusammen aus 96,29 % weißer Bevölkerung, 0,36 % Afroamerikanern, 0,39 % amerikanischen Ureinwohnern, 0,18 % Asiaten, 0,12 % Bewohnern aus dem pazifischen Inselraum und 1,58 % aus anderen ethnischen Gruppen. Etwa 1,08 % waren gemischter Abstammung, und 4,04 % der Bevölkerung waren spanischer oder lateinamerikanischer Abstammung.
Von den 1.292 Haushalten hatten 36,5 % Kinder unter 18 Jahre, die im Haushalt lebten. 60,2 % davon waren verheiratete, zusammenlebende Paare. 13,9 % waren allein erziehende Mütter und 23,4 % waren keine Familien. 22,0 % aller Haushalte waren Singlehaushalte, und in 12,5 % lebten Menschen, die 65 Jahre oder älter waren. Die Durchschnittshaushaltsgröße betrug 2,56 Personen; die durchschnittliche Größe einer Familie belief sich auf 2,96 Personen.
28,7 % der Bevölkerung waren jünger als 18, 6,8 % 18 bis 24, 25,0 % 25 bis 44, 21,8 % 45 bis 64 und 17,7 % 65 Jahre oder älter. Das Durchschnittsalter betrug 37 Jahre. Auf 100 weibliche Personen aller Altersgruppen kamen 86,6 männliche Personen. Auf 100 Frauen im Alter von mindestens 18 Jahren kamen 82,5 Männer.

Das jährliche Durchschnittseinkommen eines Haushalts betrug 33.085 USD, das Durchschnittseinkommen einer Familie 37.257 USD. Männer hatten ein Durchschnittseinkommen von 27.426 USD gegenüber den Frauen mit 22.188 USD. Das Pro-Kopf-Einkommen betrug 15.699 USD. 8,0 % der Bevölkerung und 5,3 % der Familien lebten unterhalb der Armutsgrenze. Davon waren 8,6 % Kinder und Jugendliche unter 18 Jahren, 6,3 % 65 oder älter.